# Пухила, Ана
Ана Килистина Пухила (тонг. 'Ana Kilistina Po'uhila; 18 октября 1979, Нукуалофа) — легкоатлетка, представляющая на международных стартах королевство Тонга. Специализируется в различных видах метаний. Наибольших успехов достигла в толкании ядра. Участница трёх Олимпийских игр.

## Карьера
Первым успехом для тонганской легкоатлетки стал чемпионат Океании, который в 2000 году проходил в австралийской Аделаиде. Там она завоевала медали во всех четырёх видах метаний, став двукратной чемпионкой Океании.
На своём первом в карьере чемпионате мира в Эдмонтоне выступала не в метании, а на стометровке, где прекратила выступление уже в первом раунде.
В дальнейшем на континентальном уровне Пухила продолжала выступать в различных видах метания, а на соревнованиях высшего уровня выступала лишь в толкании ярда.
На Олимпиаде в Афинах она в лучшей квалификационной попытке толкнула ядро на 15.33 и заняла 31-е место.
На следующей Олимпиаде Ана была выбрана знаменосцем сборной на церемонии открытия Олимпиады. В соревнованиях она показала результат 16.42 и заняла 27-е место.
В Лондоне тонганка показала результат 15.80 и заняла 29 позицию.
За свою карьеру участвовала в пяти чемпионатах мира (в одном как бегунья и в остальных — как толкательница ядра), но никогда не продвигалась дальше первого квалификационного раунда.